# روی خورخه
روی خورخه (انگلیسی: Rui Jorge؛ زادهٔ ۲۷ مارس ۱۹۷۳) یک بازیکن فوتبال بازنشسته، و مربی اهل پرتغال است.
وی همچنین سابقه‌ی عضویت در تیم ملی فوتبال پرتغال را دارد. خورخه در جام جهانی فوتبال ۲۰۰۲ و دو دوره‌ی جام ملت‌های اروپا به میدان رفته است.